# Vụ 39 người Việt chết ở Essex, Anh
Vụ 39 người Việt chết trong container ở Essex, Anh Quốc xảy ra khi cảnh sát phát hiện thi thể của 39 công dân Việt Nam đã tử vong trong thùng của một chiếc container đông lạnh ở Grays, hạt Essex, Vương quốc Liên hiệp Anh và Bắc Ireland, không lâu sau 01 giờ 40 phút (giờ địa phương) ngày 23 tháng 10 năm 2019. Vụ tai nạn liên quan đến việc buôn lậu người và vận chuyển người trái phép qua biên giới. Theo kết quả điều tra, quá trình vận chuyển người trên xe tải đã gây ra sự ngạt khí và làm nhiệt độ tăng cao trong không gian kín, là nguyên nhân trực tiếp khiến số người trên xe tử vong.
Chiếc xe tải thuộc công ty của một người Ireland đăng ký tại Bulgaria. Thùng hàng của xe tải đông lạnh này được vận chuyển từ cảng Zeebrugge của Bỉ đến cảng Purfleet của Vương quốc Anh trong khi đầu máy kéo của xe tải được cho là vận chuyển từ Bắc Ireland đến Anh Quốc thông qua Cảng Holyhead. Các cuộc điều tra ban đầu được Cảnh sát hạt Essex thực hiện, nhưng vụ việc này đã mở rộng sự chú ý đến chính quyền Anh Quốc, Bỉ và Ireland vào cuối ngày.

## Sự việc

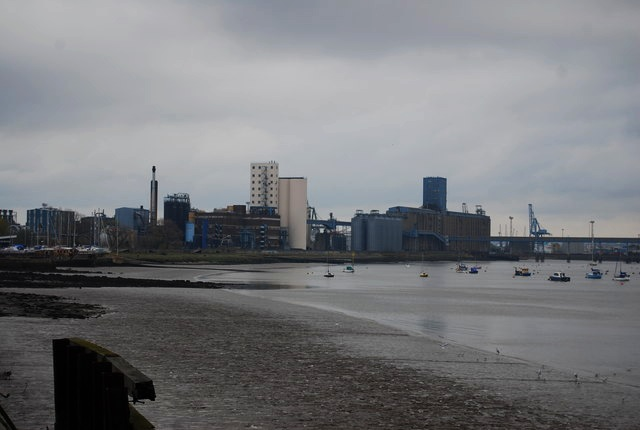
Khu công nghiệp tại Grays, nhìn từ bờ sông Thames

Chiếc xe tải được phát hiện ở Grays, Anh Quốc gồm có 2 phần. Phần thùng hàng của xe tải được chất lên tại một cảng bên sông Thames, ở Purfleet, một thị trấn gần Grays và nó được vận chuyển từ cảng Zeebrugge của Bỉ đến Anh vào khoảng 00:30 ngày 23 tháng 10, và được chất lên xe tải khoảng nửa tiếng sau đó. Ban đầu có báo cáo rằng toàn bộ xe tải đã đi qua Holyhead từ Dublin. Cảnh sát tin rằng đầu kéo của xe đi từ Bắc Ireland vào thứ bảy ngày 19 tháng 10 vào lục địa Anh thông qua Cảng Holyhead, trên đảo Anglesey của xứ Wales.
Tại thời điểm phát hiện ra vụ việc, người lái xe là một người đàn ông 25 tuổi tên là Maurice Robinson, làm nghề lái xe hạng nặng đến từ Bắc Ireland, anh ta bị bắt tại hiện trường, vì nghi ngờ giết người và một số vấn đề khác.
Xe tải được báo cáo là một chiếc xe tải đông lạnh có thùng chứa giữ lạnh để bảo quản đồ dễ bị thiu thối và có thể lạnh đến −25 °C (−13 °F). Các container tương tự thường kín hơi, và do đó có thể khiến những người bên trong bị ngạt thở. Có các nguồn tin nói container được thuê vào ngày 15 tháng 10 ở Monaghan. Theo dữ liệu GPS, xe vượt qua biên giới sang Bắc Ireland trước khi chạy về phía nam tới Dublin. Từ Dublin nó vượt biển tới cảng Holyhead vào sáng sớm ngày 16 tháng 10. Tối hôm đó, xe sang lục địa châu Âu từ Dover tới Calais ở Pháp. Từ ngày 17 cho tới 22 tháng 10 nó di chuyển giữa các thành phố ở Bỉ và Pháp, bao gồm Dunkirk, Bruges and Lille. Vào ngày 22 tháng 10, nó vượt biển từ Zeebrugge tới Purfleet.
Tin tức nói rằng chuyến xe này là một trong đoàn gồm ba chuyến xe chở chừng 100 người và cũng đang được điều tra.
Cơ quan vận tải hàng hóa Anh cho rằng việc đưa hàng hóa qua một tuyến đường khác ra khỏi lục địa châu Âu đến Anh Quốc (chứ không phải là đường phổ biến nhất từ cảng Calais đến cảng Dover) có thể là đường dây đưa người trốn thoát qua mặt an ninh biên giới.
Chính quyền Bỉ nói rằng chuyện các nạn nhân xâm nhập vào container tại Zeebrugge là "rất khó xảy ra". Tổng Quản lý cảng Zeebrugge cho rằng việc mở thùng hàng để đưa 39 người lên xe và đóng cửa container lại mà không bị chú ý là điều "hầu như không thể".

## Điều tra

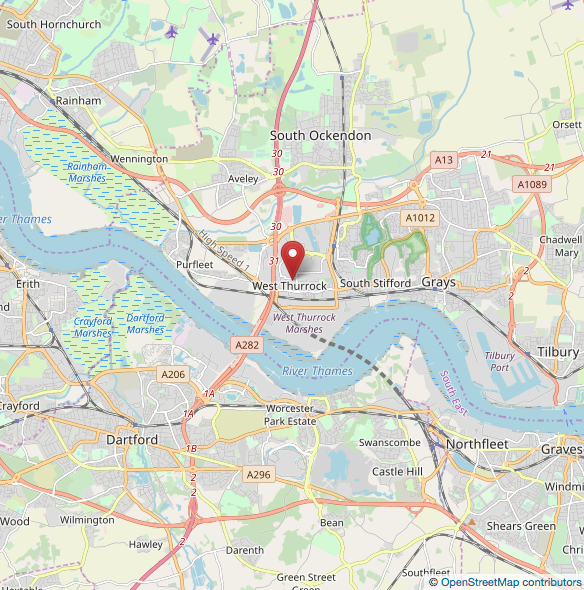
Vị trí phát hiện xe tải trong khu vực cảng Thames

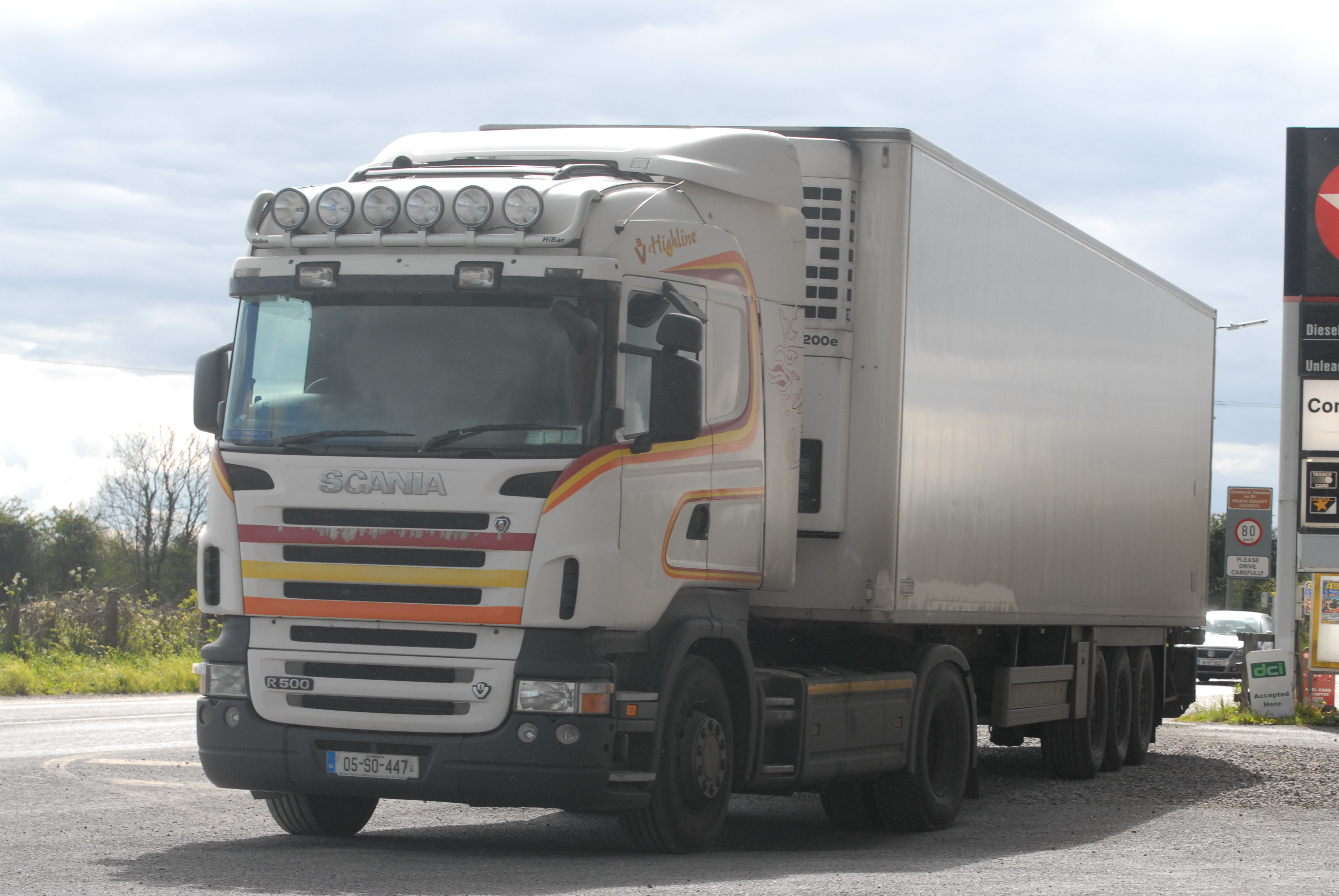
Một chiếc xe tải đông lạnh, tương tự chiếc trong sự kiện

Vụ việc được phát hiện tại Khu công nghiệp Waterglade. Ngoại trừ xác một người được mô tả là một thiếu niên, các xác chết còn lại đều là người lớn. Vào thời điểm đó không thể xác định được nhân dạng của các thi thể. Dù không xác định được quốc tịch của các nạn nhân, cảnh sát tuyên bố rằng rất có thể họ không phải là người Bulgaria. Tài xế điều khiển xe, người đang được cảnh sát Anh điều tra, khai với cảnh sát rằng phần lớn những người trong thùng xe đều là người Trung Quốc. Trung Quốc xác nhận đã biết được tin này.
Dịch vụ xe cứu thương Essex nói rằng tất cả 39 người đã chết trước khi họ đến và không thể áp dụng các nỗ lực hồi sức. Họ phát hiện những vết tay đầy máu, được cho là của các nạn nhân những thi thể gần cửa container có bọt sùi ra từ trong miệng và đang ở giai đoạn đầu của quá trình co cứng tử thi. Các nạn nhân mặc rất ít quần áo, có người thậm chí còn không mặc gì. Dịch vụ xe cứu thương đã thông báo cho cảnh sát, nhưng chưa được tiết lộ làm thế nào chính dịch vụ xe cứu thương đã được cảnh báo đến hiện trường. Đại lộ phía Đông nơi xảy ra vụ việc đã bị cấm ra vào suốt ngày hôm đó và không được mở hoàn toàn cho đến tận ngày 25 tháng 10.
Đại sứ quán Việt Nam tại Luân Đôn xác nhận với phóng viên Thông tấn xã Việt Nam (TTXVN) là đang phối hợp với cảnh sát Anh để tìm hiểu thông tin liên quan nhằm xác minh khả năng có người Việt Nam trong số các nạn nhân. Ngày 25 tháng 10, các thi thể đã được xe cứu thương tư nhân có cảnh sát hộ tống đưa từ cảng Tilbury đến bệnh viện Broomfield ở Chelmsford để khám nghiệm, có thể ít nhất 3 công dân Việt Nam được cho là một trong số các nạn nhân theo một bài tường thuật từ BBC News.
Ngày 1 tháng 11, Cảnh sát hạt Essex tin rằng toàn bộ 39 nạn nhân chết trong xe container đều là công dân Việt Nam, nhưng chưa công bố danh tính.
Ngày 7 tháng 11, Cảnh sát Anh thông báo toàn bộ nạn nhân là công dân Việt Nam.

## Bắt giữ và truy tố
Cảnh sát Anh tiến hành truy tố đối với tài xế đã lái chiếc xe tải chứa thi thể 39 người. Anh đã xuất hiện tại tòa sơ thẩm Chelmsford với các cáo buộc giết người, âm mưu buôn lậu người, âm mưu hỗ trợ nhập cư bất hợp pháp và rửa tiền. Tài xế này khai với nhân viên cảng rằng container trên chở toàn bánh quy nên anh ta không cần phải bật chế độ làm lạnh. Nhà chức trách Bỉ cho hay các nạn nhân trong container này thiệt mạng vì ngạt thở chứ không phải chết cóng.
Ba người khác bị bắt vì nghi ngờ ngộ sát và nằm trong tổ chức buôn lậu người đã được tại ngoại. Ngoài ra, hai anh em từ Bắc Ireland cũng đang bị cảnh sát tìm kiếm vì nghi ngờ ngộ sát và buôn người.
Ngày 28 tháng 10, Bộ Công an phối hợp với Công an Hà Tĩnh đến 8 gia đình ở huyện Can Lộc và 1 gia đình ở thị xã Hồng Lĩnh có trình báo người thân "mất liên lạc" ở nước ngoài để lấy các mẫu vật phục vụ cho việc xác minh, đối chiếu danh tính 39 nạn nhân.
Ngày 30 tháng 10, Công an tỉnh Hà Tĩnh ra quyết định khởi tố vụ án hình sự để điều tra hành vi "tổ chức, môi giới người khác trốn đi nước ngoài hoặc ở lại nước ngoài trái phép". Hai người đã bị bắt và bị khởi tố vì hành vi "Tổ chức, môi giới người khác trốn đi nước ngoài hoặc ở lại nước ngoài trái phép" xảy ra trên địa bàn tỉnh Hà Tĩnh. Công an tỉnh Nghệ An, nói với báo chí ngày 4/11, họ đã bắt giữ 8 đối tượng liên quan trong đường dây này.
Ngày 16 tháng 1 năm 2020, Anh tuyên bố đã bắt được một người Việt Nam, Khanh Chan, 39 tuổi, cũng có tên Khanh Ngoc Nguyen, ở vùng Đông Sussex, bị cáo buộc tham gia băng nhóm đưa người lậu vào Anh. Ông Khanh bị Pháp nói thuộc mạng lưới quốc tế, đã đưa người lậu vào Anh từ 2015 tới 2017. Tháng 9 năm 2019, ông Chan bị tòa ở Paris kết án vắng mặt 8 năm tù về tội đưa người lậu.
Báo Hà Tĩnh ngày 20 tháng 2 năm 2020 dẫn nguồn công an tỉnh này cho biết bảy người bị khởi tố về tội "Tổ chức, môi giới người khác trốn đi nước ngoài hoặc ở lại nước ngoài trái phép". Các đối tượng liên quan đã nhận hồ sơ, làm thủ tục cho 67 công dân để đi lao động bất hợp pháp tại các nước châu Âu. Cảnh sát Bỉ hôm 27 tháng 5 năm 2020 cho hay trong một cuộc truy quét đã bắt giữ 11 người Việt và hai người Morocco trong vụ phá án tìm thủ phạm buôn người vào Anh làm chết 39 nạn nhân ở Essex. Năm trong số người bị bắt đã bị buộc tội buôn người nhập cư với tình tiết nghiêm trọng, tội hoạt động băng đảng và làm giấy tờ giả. Theo thông cáo của Công tố Bỉ thì đây là những người bị tình nghi dùng đường dây "vận chuyển người có thể lên tới hơn vài chục một ngày trong mấy tháng liền". Công tố viên Pháp cũng thông báo cảnh sát nước này bắt 13 nghi phạm sau các cuộc đột kích xung quanh Paris. Hầu hết người bị bắt ở Pháp là người Việt, theo một nguồn tin điều tra giấu tên.

## Thương vong
Ban đầu, Cảnh sát Essex cho biết, trong số những người đã chết, 31 người là nam và 8 nữ. Tất cả đều là người lớn, ngoại trừ một thiếu niên. Dịch vụ cứu thương nói rằng tất cả 39 người đã chết trước khi họ đến và các nỗ lực hồi sức không thể được thực hiện.
Những người đã chết được cho là nạn nhân của nạn buôn người, ví dụ như những người lao động bị cưỡng bức hoặc những người di cư bằng cách trả tiền cho những kẻ buôn lậu để chuyển họ đến Vương quốc Anh hoặc có thể là cả hai. Đã từng có một số sự cố trong đó người di cư đến châu Âu đã chết hoặc bị thương do các phương thức vận chuyển nguy hiểm, như trong sự kiện ở cảng Dover năm 2000, 58 người quốc tịch Trung Quốc cũng đã chết trong hoàn cảnh tương tự.
Sau khi tin tức nổ ra rằng những người quá cố đều là công dân Trung Quốc, Lưu Hiểu Minh, đại sứ Trung Quốc tại Vương quốc Anh, nói trên Twitter rằng "Chúng tôi đang liên hệ chặt chẽ với cảnh sát Anh để tìm kiếm làm rõ và xác nhận các báo cáo liên quan."
Các báo cáo từ phương tiện truyền thông sau đó cho rằng ít nhất sáu trong số những người đã chết có thể đến từ Việt Nam. Gia đình của một phụ nữ Việt Nam 26 tuổi, tên My, đã công khai đoạn tin nhắn cuối cùng của cô gửi cho cha mẹ trước khi cô qua đời. Theo các bảng ghi chép hàng hải, tại thời điểm đó, cô đã quá cảnh tới Purfleet. Gia đình cô cho biết họ đã trả khoảng 30.000 bảng cho những người buôn lậu để cho con gái từ Việt Nam sang Anh. Em của My cho biết, cô đã bị bắt vài ngày trước đó ở Anh và bị giao trả sang Pháp.
Nhà chức trách Nghệ An, Hà Tĩnh xác nhận có 24 trường hợp được gia đình trình báo đang có con mất tích ở châu Âu và Anh, tính đến chiều 27 tháng 10.
Giám đốc Sở Ngoại vụ Thừa Thiên Huế, cho biết sở có nhận được đơn trình báo của một hộ dân ở phường Vỹ Dạ (TP Huế) về việc có người thân nghi là nạn nhân trong vụ 39 người chết ở Anh.
Tối ngày 7 tháng 11, Bộ Công an Việt Nam phát đi bản báo cáo cho biết cơ quan thực thi pháp luật của Anh đã xác nhận tất cả 39 thi thể đều là công dân Việt Nam. Kết quả được công bố sau thời gian kiểm tra, so sánh đặc điểm nhận dạng của các cá nhân. Các nạn nhân có hộ khẩu tại Hải Phòng, Hải Dương, Nghệ An, Hà Tĩnh, Quảng Bình và Thừa Thiên Huế.
Ngày 8 tháng 11, Cảnh sát Essex và Bộ Công an Việt Nam đã công bố danh tính 39 nạn nhân. Danh sách này có hai thiếu niên 15 tuổi quê ở Hải Phòng và Hà Tĩnh, là các nạn nhân nhỏ tuổi nhất. Người nhiều tuổi nhất 44 tuổi, quê Nghệ An.

## Những việc về sau
Sau nhiều cuộc điều tra, khám nghiệm tử thi để xác định danh tính của các nạn nhân, vào cuối tháng 11 năm 2019, tức hơn một tháng sau vụ tai nạn xảy ra, tất cả thi thể của các nạn nhân đã được vận chuyển về Việt Nam.

### Chi phí đưa thi hài về nước
Ngày 19.11, Bộ Ngoại giao gửi thông báo cho biết, tổng chi phí để đưa tro từ Anh về đến sân bay Nội Bài là khoảng 1.370 bảng Anh/lọ tro cốt (tương đương 41,1 triệu đồng); chi phí để mang thi hài trong quan tài kẽm từ Anh về Việt Nam là 2.208 bảng Anh/quan tài (tương đương hơn 66,2 triệu đồng). Các gia đình có con tử vong ở Anh sẽ phải chi trả toàn bộ chi phí đưa thi hài hoặc lọ tro người thân từ Anh về nước.

### Đưa thi thể về nước
Sáng sớm ngày 27 tháng 11 năm 2019, Bộ Ngoại giao cùng với các cơ quan chức năng địa phương đã phối hợp đưa 16 thi thể đã được vận chuyển từ sân bay London Heathrow ở Anh từ ngày 26 tháng 11, hạ cánh đến sân bay Nội Bài, sau đó đưa về đến nhà của các nạn nhân. Đây là đợt vận chuyển đầu tiên trong tổng số hai đợt.
Sáng 30 ngày 11 năm 2019 (giờ Hà Nội), các thi thể của 23 nạn nhân còn lại đã được đưa về sân bay Nội Bài. Hoàn tất quá trình vận chuyển toàn bộ thi thể về nước.

## Phản ứng

### Anh Quốc
Ngày 28 tháng 10, Thủ tướng Anh Boris Johnson cùng Bộ trưởng Nội vụ Priti Patel và đại diện các cơ quan phản ứng khẩn cấp đã có mặt tại hội đồng địa phương quận Thurrock, hạt Essex. Viết trong sổ chia buồn đặt tại tòa nhà hội đồng địa phương, Thủ tướng Johnson cho biết ông vô cùng sốc trước thảm kịch vừa qua. Ông cùng các đại diện chính phủ Anh sẽ có nghi lễ đặt vòng hoa tưởng niệm cho 39 nạn nhân tại công viên Mulberry. Priti Patel, Bộ trưởng Nội vụ, đã đưa ra một thông cáo báo chí nói rằng cô "bị sốc và buồn vì sự cố hoàn toàn bi thảm này". Patel cũng nói thêm rằng Cơ quan Thực thi Di trú đang làm việc với Cảnh sát Essex.Tổng thư ký Liên Hợp Quốc, António Guterres, đã tweet rằng những người có trách nhiệm "phải nhanh chóng được đưa ra công lý". Một buổi cầu nguyện diễn ra bên ngoài Home Office vào ngày 24 tháng 10 đã được các nhà vận động tổ chức chống lại nạn buôn người trong tình đoàn kết với các nạn nhân. Sau vụ việc, Giám đốc điều hành của Hội đồng từ thiện Hội đồng phúc lợi cho người nhập cư nói rằng chính phủ Anh cần mở các tuyến đường an toàn và đưa ra quyết định nhanh chóng về những người xin tị nạn để ngăn chặn những nỗ lực đó, tình cảm của Giám đốc về người tị nạn và người di cư Tổ chức Ân xá Quốc tế Vương quốc Anh. Các nhóm tị nạn khác đã bày tỏ lo ngại rằng sự nhầm lẫn biên giới xung quanh Brexit sẽ tạo thêm cơ hội cho các nhóm thực hiện các tội ác tương tự. Ngoài ra, một lễ tưởng niệm được tổ chức bên ngoài văn phòng Bộ Nội vụ Anh ở Luân Đôn, cũng như ở Brighton và Belfast, để tỏ lòng tiếc thương các nạn nhân.
Sau khi tin tức được lan truyền, Kênh 4 ở Anh đã hoãn phát sóng chương trình truyền hình thực tế 'Smuggled' do phát sóng vào ngày 28 tháng 10 vì nội dung giống với vụ 39 người chết. Chương trình quay lại hành trình 8 công dân Anh cố gắng vào Vương quốc Anh từ các địa điểm khắp nơi ở châu Âu.

### Việt Nam
Ngày 26 tháng 10, Thủ tướng Việt Nam Nguyễn Xuân Phúc giao Bộ Công an chủ trì, phối hợp Bộ Ngoại giao, Ủy ban nhân dân hai tỉnh Nghệ An, Hà Tĩnh và các địa phương, cơ quan liên quan nhanh chóng xác minh vụ việc để có biện pháp xử lý, đảm bảo phù hợp với quy định của pháp luật Việt Nam và luật pháp quốc tế. Ông Tô Lâm, Bộ trưởng Bộ Công an Việt Nam cũng đã liên lạc Priti Patel, Bộ trưởng Bộ Nội vụ Liên hiệp Vương quốc Anh và Bắc Ireland về việc này.
Ngày 1 tháng 11, các nhân viên cứu hộ và công chức ở hạt Essex đã cùng tham gia lễ treo cờ rủ và dành 1 phút mặc niệm các nạn nhân.
Ngày 2 tháng 11, trong tuyên bố được phát đi trực tiếp, Đại sứ Anh tại Việt Nam Gareth Ward thừa nhận: "Thật đáng buồn khi tôi phải thông báo rằng tại thời điểm này, cảnh sát Essex tin rằng các nạn nhân là công dân Việt Nam". Đại sứ đã chia sẻ những cảm xúc của ông trước thảm kịch bằng tiếng Việt. Cùng ngày, Thủ tướng Việt Nam Nguyễn Xuân Phúc đã gửi lời chia buồn sâu sắc đến gia đình các nạn nhân khi đang có chuyến công tác tại Thái Lan. Người Việt ở London cũng tổ chức cầu nguyện tại Nhà thờ Thánh Danh Chúa và Đức Mẹ Thánh Tâm ở phía Đông thủ đô London.
Ngày 20 tháng 11, Giáo hoàng Phanxicô trong video do Tòa Thánh Vatican công bố đã kêu gọi tín đồ cầu nguyện cho các nạn nhân Việt Nam thiệt mạng: "Cuối cùng, cùng với các tín đồ, tôi giao phó cho Chúa, người cha nhân hậu, 39 người Việt di cư đã chết ở Anh vào tháng trước. Thật đau lòng. Tất cả chúng ta hãy cầu nguyện cho họ"